# Toshio Yanagida
Toshio Yanagida (柳田 敏雄) (nascut el 1946) és un biofísic japonès famós per la seva investigació pionera en biologia d'una sola molècula, i va fer importants contribucions a la microscòpia de fluorescència d'una sola molècula.

## Biografia
Yanagida va néixer a Hyogo, Japó, i es va doctorar en Ciències de l'Enginyeria el 1976 a la Universitat d'Osaka. Va ser professor de biònica a la Facultat de Ciències de l'Enginyeria de la Universitat d'Osaka de 1988 a 2010, i també professor de fisiologia a la Facultat de Medicina de la Universitat d'Osaka de 1996 a 2010, on va exercir com a degà de 2002 a 2004. Després de retirar-se d'aquest càrrec i esdevenint professor emèrit, ha estat nomenat professor especialment a la Graduate School of Frontier Biosciences, Universitat d'Osaka i director del RIKEN Quantitative Biology Center.

## Contribucions
Yanagida ha liderat el desenvolupament de tècniques de detecció de molècules individuals per estudiar motors moleculars, reaccions enzimàtiques, dinàmica de proteïnes i senyalització cel·lular des que va tenir èxit en l'observació directa del moviment de filaments d'actina F únics en presència de miosina el 1984. Els seus experiments d'una sola molècula dissenyats per investigar com les fluctuacions tèrmiques (soroll) tenen un paper positiu en el funcionament únic de les màquines moleculars biològiques que permeten sistemes biològics flexibles i adaptatius, inclosos els músculs i el cervell.

## Honors i premis
Per les seves destacades contribucions, Yanagida va rebre nombrosos honors i premis, com ara el Premi Imperial de l'Acadèmia japonesa de 1998, el Premi Asahi de 1998 i també el Premi Genòmic dels Estats Units de 2011 per a un investigador destacat en el camp de la molècula única. Va ser seleccionat com a Persona de Mèrit Cultural pel Govern del Japó el 2013.